# Primera División de España 1935-36
La temporada 1935-36 de Primera División fue la 8.ª edición de la máxima categoría del sistema de Ligas españolas de fútbol. Se disputó entre el 10 de noviembre de 1935 y el 19 de abril de 1936.
El Athletic Club conquistó su cuarto título de liga al superar por dos puntos al Madrid Football Club. Fue el último campeonato disputado antes del estallido de la Guerra Civil en España, por lo que se suspendió la competición hasta su conclusión. Debido a las repercusiones que tuvo en la mayoría de equipos, supuso un punto de inflexión para muchos de ellos. Uno de los casos especiales fue el del Oviedo Football Club, quien había sido tercer clasificado en las últimas dos ligas previas al conflicto armado, ya que su estadio quedó derruido en gran parte y le hizo imposible afrontar el inicio del campeonato de 1939-40, el de la reanudación. Es por ello que los dos equipos descendidos en principio, el Club Atlético Osasuna y el Athletic de Madrid, jugaron años después una eliminatoria para ver cuál de los dos equipos ocupaba la plaza de los ovetenses, que fue ganada por los madrileños, evitando así el descenso en detrimento de los pamploneses. En cuanto al Oviedo F. C., la Federación Española le concedió un dispendio especial dados los acontecimientos por el que no participó en el siguiente campeonato, pero conservó su plaza en la máxima categoría.
Fue desde su instauración la primera y única vez que hubo que suspenderse el torneo hasta que en la temporada 2019-20 se interrumpió a la mitad debido a un brote del coronavirus-2 del síndrome respiratorio agudo grave, una pandemia global vírica.
El vasco Isidro Lángara estableció un nuevo récord de goles anotados por un jugador con 28, superando el anterior registro de 27 logrado por él mismo y por Agustín Sauto Bata. Permaneció vigente hasta 1941. En cambio, el citado Bata se convirtió en el máximo goleador histórico del campeonato al alcanzar 109 goles y sobrepasar la anterior marca de su compañero Guillermo Gorostiza.

## Sistema de competición
La Primera División de España 1935-36 fue organizada por la Federación Española de Fútbol (FEF).
Como en la temporada precedente, constaba de un grupo único integrado por doce clubes de toda la geografía española. Siguiendo un sistema de liga, los doce equipos se enfrentaron todos contra todos en dos ocasiones -una en campo propio y otra en campo contrario-, sumando un total de 22 jornadas. El orden de los encuentros se decidió por sorteo antes de empezar la competición.
La clasificación final se estableció con arreglo a los puntos obtenidos en cada enfrentamiento, a razón de dos por partido ganado, uno por empatado y ninguno en caso de derrota.
En caso de empate a puntos entre dos o más clubes en la clasificación final, se tuvo en cuenta el mayor cociente de goles.

### Efectos de la clasificación
El equipo que más puntos sumó al final del campeonato fue proclamado campeón de liga.
Los dos últimos clasificados fueron descendidos automáticamente a Segunda División, siendo reemplazados para la próxima temporada por el campeón y el subcampeón de la fase de ascenso disputada entre los equipos de dicha categoría. Esta circunstancia se vio alterada debido al estallido de la Guerra Civil al terminar el campeonato. Reanudada tres años después, y ante la imposibilidad de competir un equipo al quedar derruido su campo, el Oviedo F. C., finalmente el descendido fue uno, saliendo de la disputa de una eliminatoria entre los dos clubes inicialmente descendidos: Athletic de Madrid y Club Atlético Osasuna. El partido se disputó en Valencia el 26/11/1939 y se saldó con el resultado de 3-1 a favor del Athletic de Madrid.

### Inscripción de futbolistas
A partir de esta temporada la Federación permite a los clubes alinear a dos jugadores extranjeros en cada partido.

## Clubes participantes
Tomaron parte en la competición doce clubes, entre ellos, un debutante, el Club Atlético Osasuna de Pamplona y el Hércules Football Club de Alicante.
| Equipo                   | Ciudad    | Estadio          | Aforo  |
| ------------------------ | --------- | ---------------- | ------ |
| Athletic Club            | Bilbao    | San Mamés        | 13.065 |
| Athletic Club de Madrid  | Madrid    | Metropolitano    | 22.000 |
| Football Club Barcelona  | Barcelona | Les Corts        | 25.000 |
| Betis Balompié           | Sevilla   | Patronato Obrero | 9.000  |
| Club Deportivo Español   | Barcelona | Sarriá           | 15.774 |
| Hércules Football Club   | Alicante  | Bardín           | 8.000  |
| Madrid Football Club     | Chamartín | Chamartín        | 22.000 |
| Club Atlético Osasuna    | Pamplona  | San Juan         | 3.000  |
| Oviedo Football Club     | Oviedo    | Buenavista       | 10 000 |
| Racing Club de Santander | Santander | El Sardinero     | 9.500  |
| Sevilla Football Club    | Sevilla   | Nervión          | 16.000 |
| Valencia Football Club   | Valencia  | Mestalla         | 17.000 |

## Desarrollo

### Clasificación
| Pos. | Equipo              | Pts. | PJ | G  | E | P  | GF | GC | Dif. | Clasificación               |
| ---- | ------------------- | ---- | -- | -- | - | -- | -- | -- | ---- | --------------------------- |
| 1    | Athletic Club (C)   | 31   | 22 | 14 | 3 | 5  | 59 | 33 | +26  | Campeón                     |
| 2    | Madrid F. C.        | 29   | 22 | 13 | 3 | 6  | 62 | 35 | +27  | Campeón de Copa.            |
| 3    | Oviedo F. C.        | 28   | 22 | 12 | 4 | 6  | 63 | 47 | +16  | Dispendio                   |
| 4    | Racing de Santander | 27   | 22 | 13 | 1 | 8  | 58 | 46 | +12  |                             |
| 5    | F. C. Barcelona     | 24   | 22 | 11 | 2 | 9  | 39 | 32 | +7   |                             |
| 6    | Hércules C. F.      | 24   | 22 | 11 | 2 | 9  | 37 | 41 | −4   |                             |
| 7    | Betis Balompié      | 20   | 22 | 9  | 2 | 11 | 31 | 46 | −15  |                             |
| 8    | Valencia F. C.      | 19   | 22 | 7  | 5 | 10 | 36 | 42 | −6   |                             |
| 9    | C. D. Español       | 17   | 22 | 8  | 1 | 13 | 36 | 53 | −17  |                             |
| 10   | Sevilla F. C.       | 16   | 22 | 6  | 4 | 12 | 27 | 48 | −21  |                             |
| 11   | Athletic de Madrid  | 15   | 22 | 6  | 3 | 13 | 34 | 50 | −16  | Promoción de Descenso       |
| 12   | C. A. Osasuna (D)   | 14   | 22 | 7  | 0 | 15 | 46 | 55 | −9   | Descenso a Segunda División |

 Fuente: BDFutbol
Criterios de clasificación: Puntos · Diferencia de goles · Goles a favor · Play-off
Notas:
1. 1 2 3  Debido a las consecuencias de la Guerra Civil que estalló tras la conclusión de este campeonato, no se reanudó la competición hasta 1939-40. Al Oviedo F. C. se le concedió una dispensa especial ante la imposibilidad de disponer de su campo, destruido por la guerra, y se le permitió no competir en la nueva temporada pero reservándole su plaza para la siguiente. Para ocupar la plaza del equipo ovetense se organizó una promoción especial de repesca entre los dos equipos descendidos en la presente edición:

Athletic de Madrid - C. A. Osasuna 3-1 (disputado en Valencia el 26/11/1939)

|                       |
| Campeón Athletic Club |
| 4.º título            |

### Ascenso a Primera División
El Zaragoza Football Club y el Club Celta ascendieron a Primera División tras resultar campeón y subcampeón respectivamente de la fase de ascenso. El descenso del Athletic Club de Madrid por normativa no llegó a hacerse efectivo, ya que al retomarse el campeonato la temporada 1939-40 el conjunto madrileño fue repescado tras una eliminatoria de promoción con el Club Atlético Osasuna para reemplazar al Oviedo Football Club, que no pudo participar al no disponer de campo de juego como consecuencia de la Guerra Civil.

### Evolución de la clasificación
| Jornada / Equipo   | 1  | 2  | 3  | 4  | 5  | 6  | 7  | 8  | 9  | 10 | 11 | 12 | 13 | 14 | 15 | 16 | 17 | 18 | 19 | 20 | 21 | 22 |
| Jornada / Equipo   |    |    |    |    |    |    |    |    |    |    |    |    |    |    |    |    |    |    |    |    |    |    |
| ------------------ | -- | -- | -- | -- | -- | -- | -- | -- | -- | -- | -- | -- | -- | -- | -- | -- | -- | -- | -- | -- | -- | -- |
| Athletic Club      | 6  | 2  | 6  | 3  | 2  | 1  | 1  | 1  | 2  | 1  | 2  | 2  | 1  | 1  | 2  | 2  | 1  | 1  | 1  | 1  | 1  | 1  |
| Madrid F. C.       | 3  | 1  | 1  | 1  | 1  | 2  | 2  | 2  | 1  | 2  | 1  | 1  | 2  | 2  | 1  | 1  | 2  | 2  | 2  | 2  | 2  | 2  |
| Oviedo F. C.       | 7  | 6  | 8  | 5  | 3  | 6  | 5  | 7  | 7  | 5  | 5  | 5  | 6  | 5  | 4  | 6  | 4  | 3  | 3  | 3  | 3  | 3  |
| R. C. Santander    | 9  | 3  | 2  | 6  | 4  | 3  | 3  | 5  | 3  | 6  | 3  | 3  | 4  | 4  | 5  | 3  | 3  | 4  | 4  | 4  | 4  | 4  |
| F. C. Barcelona    | 8  | 4  | 3  | 2  | 5  | 4  | 6  | 4  | 4  | 7  | 4  | 4  | 3  | 3  | 3  | 4  | 5  | 6  | 5  | 6  | 5  | 5  |
| Hércules F. C.     | 10 | 12 | 9  | 9  | 10 | 9  | 7  | 6  | 5  | 3  | 6  | 6  | 5  | 6  | 6  | 5  | 6  | 5  | 6  | 5  | 6  | 6  |
| Betis Balompié     | 2  | 8  | 4  | 4  | 7  | 5  | 4  | 3  | 6  | 4  | 7  | 7  | 7  | 8  | 8  | 8  | 8  | 7  | 8  | 7  | 7  | 7  |
| Valencia F. C.     | 1  | 5  | 7  | 10 | 9  | 10 | 10 | 10 | 9  | 9  | 9  | 9  | 8  | 7  | 7  | 7  | 7  | 8  | 7  | 8  | 8  | 8  |
| C. D. Español      | 4  | 10 | 5  | 8  | 6  | 8  | 9  | 9  | 10 | 8  | 10 | 10 | 10 | 10 | 10 | 10 | 9  | 10 | 10 | 9  | 9  | 9  |
| Sevilla F. C.      | 12 | 11 | 12 | 12 | 11 | 11 | 11 | 12 | 12 | 12 | 12 | 12 | 12 | 12 | 12 | 12 | 12 | 12 | 12 | 12 | 12 | 10 |
| Athletic de Madrid | 5  | 9  | 11 | 11 | 12 | 12 | 12 | 11 | 11 | 11 | 11 | 11 | 11 | 11 | 11 | 11 | 11 | 11 | 11 | 11 | 10 | 11 |
| C. A. Osasuna      | 11 | 7  | 10 | 7  | 8  | 7  | 8  | 8  | 8  | 10 | 8  | 8  | 9  | 9  | 9  | 9  | 10 | 9  | 9  | 10 | 11 | 12 |

Estadísticas actualizadas hasta el final del campeonato.

### Resultados
| Local \ Visitante  | ATH | ATM | BAR | BET | ESP | HER | MAD | OSA | OVI | RAC | SEV | VAL |
| ------------------ | --- | --- | --- | --- | --- | --- | --- | --- | --- | --- | --- | --- |
| Athletic Club      | —   | 3–1 | 5–2 | 7–0 | 5–2 | 5–3 | 1–0 | 2–0 | 4–2 | 6–1 | 4–1 | 3–2 |
| Athletic de Madrid | 1–2 | —   | 0–3 | 5–0 | 3–2 | 1–2 | 2–3 | 2–0 | 3–0 | 1–0 | 2–3 | 2–2 |
| F. C. Barcelona    | 2–0 | 5–1 | —   | 1–0 | 2–0 | 1–0 | 0–3 | 5–0 | 5–2 | 2–3 | 4–1 | 0–0 |
| Betis Balompié     | 1–2 | 3–0 | 2–0 | —   | 3–0 | 1–1 | 1–1 | 5–1 | 1–2 | 3–1 | 1–0 | 3–0 |
| C. D. Español      | 2–0 | 2–3 | 1–0 | 3–0 | —   | 3–2 | 3–0 | 3–0 | 1–5 | 1–1 | 6–1 | 3–2 |
| Hércules F. C.     | 1–0 | 2–1 | 2–2 | 3–0 | 2–1 | —   | 0–1 | 1–0 | 1–0 | 4–1 | 2–1 | 2–0 |
| Madrid F. C.       | 2–2 | 3–1 | 3–0 | 5–1 | 6–0 | 5–1 | —   | 6–2 | 5–4 | 2–4 | 3–3 | 4–1 |
| C. A. Osasuna      | 4–1 | 4–0 | 0–1 | 6–0 | 6–1 | 3–0 | 1–4 | —   | 4–5 | 3–1 | 6–3 | 2–3 |
| Oviedo F. C.       | 3–3 | 4–1 | 2–1 | 2–3 | 5–2 | 5–2 | 1–0 | 5–2 | —   | 4–2 | 0–0 | 4–3 |
| R.C. Santander     | 2–1 | 5–2 | 4–0 | 5–1 | 4–0 | 4–2 | 4–3 | 3–1 | 2–6 | —   | 3–0 | 6–2 |
| Sevilla F. C.      | 0–2 | 1–1 | 2–1 | 1–0 | 2–0 | 1–2 | 2–1 | 2–0 | 1–1 | 1–2 | —   | 1–2 |
| Valencia F. C.     | 1–1 | 1–1 | 1–2 | 0–2 | 1–0 | 5–2 | 1–2 | 2–1 | 1–1 | 1–0 | 5–0 | —   |

## Estadísticas

### Tabla histórica de goleadores
El vasco Isidro Lángara fue nuevamente el máximo goleador del campeonato con veintiocho goles en veintiún partidos, con un promedio de 1.33 goles por encuentro, logrando la cifra más alta conseguida por un jugador en la historia del torneo hasta la fecha y que se mantuvo vigente hasta 1941. A él le siguieron en la tabla de realizadores Agustín Sauto Bata con veintiuno y el cántabro Fernando Sañudo y el navarro Julián Vergara, ambos con veinte.
El citado Bata disputó la que fue su última temporada en la máxima categoría, y dejó un registro de 109 goles anotados en la historia del campeonato, el primero en superar la barrera de la centena de goles. Éste no fue superado hasta la temporada 1940-41 cuando su excompañero y anterior poseedor de la marca, Guillermo Gorostiza, la superase y llegase a un tope de 121 goles, que incrementó después hasta los 179 en el momento de su última comparecencia en Primera División. Posteriormente fue superado por Mundo Suárez en el curso 1945-46.

Nota: Nombres y banderas de equipos en la época.
| \| Pos. \| Jugador \| G. \| Part. \| Prom. \| \| Club \| Nota \| \| ---- \| ------------------------- \| -- \| ----- \| ----- \| \| ----------------------- \| --------------------------------------------------------------------------------------- \| \| 1 \| Isidro Lángara [n. 4] \| 28 \| 21 \| 1.33 \| \| Oviedo Football Club \| Nueva marca de goles en una edición (28 goles). Más veces máximo goleador (3 ediciones) \| \| 2 \| Agustín Sauto Bata \| 21 \| 20 \| 1.05 \| \| Athletic Club \| Máximo goleador histórico del torneo (109 goles) \| \| 3 \| Fernando Sañudo[n. 5] \| 20 \| 21 \| 0.95 \| \| Madrid Football Club \| \| \| = \| Julián Vergara[n. 6] \| 20 \| 21 \| 0.95 \| \| C. A. Osasuna \| \| \| 5 \| Antonio Chas[n. 7] \| 15 \| 22 \| 0.68 \| \| Racing de Santander \| \| \| 6 \| Emilio Castiñas Milucho \| 13 \| 18 \| 0.72 \| \| Racing de Santander \| \| \| = \| Eduardo Herrera Herrerita \| 13 \| 19 \| 0.68 \| \| Oviedo Football Club \| \| \| = \| José Escolà \| 13 \| 19 \| 0.68 \| \| Football Club Barcelona \| \| \| 9 \| Emilio Blázquez \| 12 \| 21 \| 0.57 \| \| Hércules Football Club \| \| \| 10 \| José Iraragorri \| 11 \| 17 \| 0.65 \| \| Athletic Club \| \| \| = \| Luis Regueiro \| 11 \| 21 \| 0.52 \| \| Madrid Football Club \| \| \| = \| Enrique Larrinaga \| 11 \| 22 \| 0.50 \| \| Racing de Santander \| \| \| 13 \| Vilmos Kelemen \| 10 \| 12 \| 0.83 \| \| Madrid Football Club \| \| \| = \| Julio Elícegui \| 10 \| 18 \| 0.56 \| \| Athletic de Madrid \| \| \| = \| Félix de los Heros Tache \| 10 \| 22 \| 0.45 \| \| Sevilla Football Club \| \| Actualizado a fin de torneo. |                           |    |       |       |  |                         |                                                                                         |
| Pos. | Jugador                   | G. | Part. | Prom. |  | Club                    | Nota                                                                                    |
| 1 | Isidro Lángara            | 28 | 21    | 1.33  |  | Oviedo Football Club    | Nueva marca de goles en una edición (28 goles). Más veces máximo goleador (3 ediciones) |
| 2 | Agustín Sauto Bata        | 21 | 20    | 1.05  |  | Athletic Club           | Máximo goleador histórico del torneo (109 goles)                                        |
| 3 | Fernando Sañudo           | 20 | 21    | 0.95  |  | Madrid Football Club    |                                                                                         |
| = | Julián Vergara            | 20 | 21    | 0.95  |  | C. A. Osasuna           |                                                                                         |
| 5 | Antonio Chas              | 15 | 22    | 0.68  |  | Racing de Santander     |                                                                                         |
| 6 | Emilio Castiñas Milucho   | 13 | 18    | 0.72  |  | Racing de Santander     |                                                                                         |
| = | Eduardo Herrera Herrerita | 13 | 19    | 0.68  |  | Oviedo Football Club    |                                                                                         |
| = | José Escolà               | 13 | 19    | 0.68  |  | Football Club Barcelona |                                                                                         |
| 9 | Emilio Blázquez           | 12 | 21    | 0.57  |  | Hércules Football Club  |                                                                                         |
| 10 | José Iraragorri           | 11 | 17    | 0.65  |  | Athletic Club           |                                                                                         |
| = | Luis Regueiro             | 11 | 21    | 0.52  |  | Madrid Football Club    |                                                                                         |
| = | Enrique Larrinaga         | 11 | 22    | 0.50  |  | Racing de Santander     |                                                                                         |
| 13 | Vilmos Kelemen            | 10 | 12    | 0.83  |  | Madrid Football Club    |                                                                                         |
| = | Julio Elícegui            | 10 | 18    | 0.56  |  | Athletic de Madrid      |                                                                                         |
| = | Félix de los Heros Tache  | 10 | 22    | 0.45  |  | Sevilla Football Club   |                                                                                         |

### Evolución del registro de máximo goleador histórico
Nota: tomados en consideración los partidos y goles que establece el trofeo «pichichi» que pueden diferir/y difieren de otros datos oficiales en la trayectoria de los jugadores al guiarse el premio por su propio baremo. Resaltados jugadores inactivos en la presente edición.
| Pos. | Jugador                | G.  | Part. | Prom. | Debut   | (Equipo debut)                | Otros clubes                                          |
| ---- | ---------------------- | --- | ----- | ----- | ------- | ----------------------------- | ----------------------------------------------------- |
| 1    | Agustín Sauto Bata     | 109 | 118   | 0.92  | 1929-30 | Athletic Club (109)           |                                                       |
| 2    | Guillermo Gorostiza    | 93  | 119   | 0.78  | 1929-30 | Athletic Club (93)            |                                                       |
| 3    | Luis Regueiro          | 90  | 140   | 0.64  | 1928-29 | Real Unión Club de Irún (36)  | Madrid Football Club (54)                             |
| 4    | José Iraragorri        | 87  | 113   | 0.77  | 1929-30 | Athletic Club (87)            |                                                       |
| 5    | Isidro Lángara         | 82  | 61    | 1.34  | 1933-34 | Oviedo Football Club (82)     |                                                       |
| 6    | Santiago Urtizberea    | 70  | 71    | 0.99  | 1928-29 | Unión Club de Irún (48)       | Donostia Football Club (22)                           |
| 7    | Victorio Unamuno       | 65  | 100   | 0.65  | 1928-29 | Athletic Club (36)            | Betis Balompié (29)                                   |
| 8    | Ángel Arocha           | 57  | 80    | 0.71  | 1928-29 | Foot-Ball Club Barcelona (52) | Athletic de Madrid (5)                                |
| 9    | Ignacio Alcorta Cholín | 53  | 94    | 0.56  | 1928-29 | Donostia Football Club (53)   |                                                       |
| 10   | Manuel Olivares        | 51  | 70    | 0.73  | 1930-31 | Deportivo Alavés (10)         | Madrid Football Club (34), Donostia Football Club (7) |